# 京都ファミリー
京都ファミリー（きょうとファミリー）は、京都府京都市右京区山ノ内池尻町に所在するショッピングセンター。

## 概要

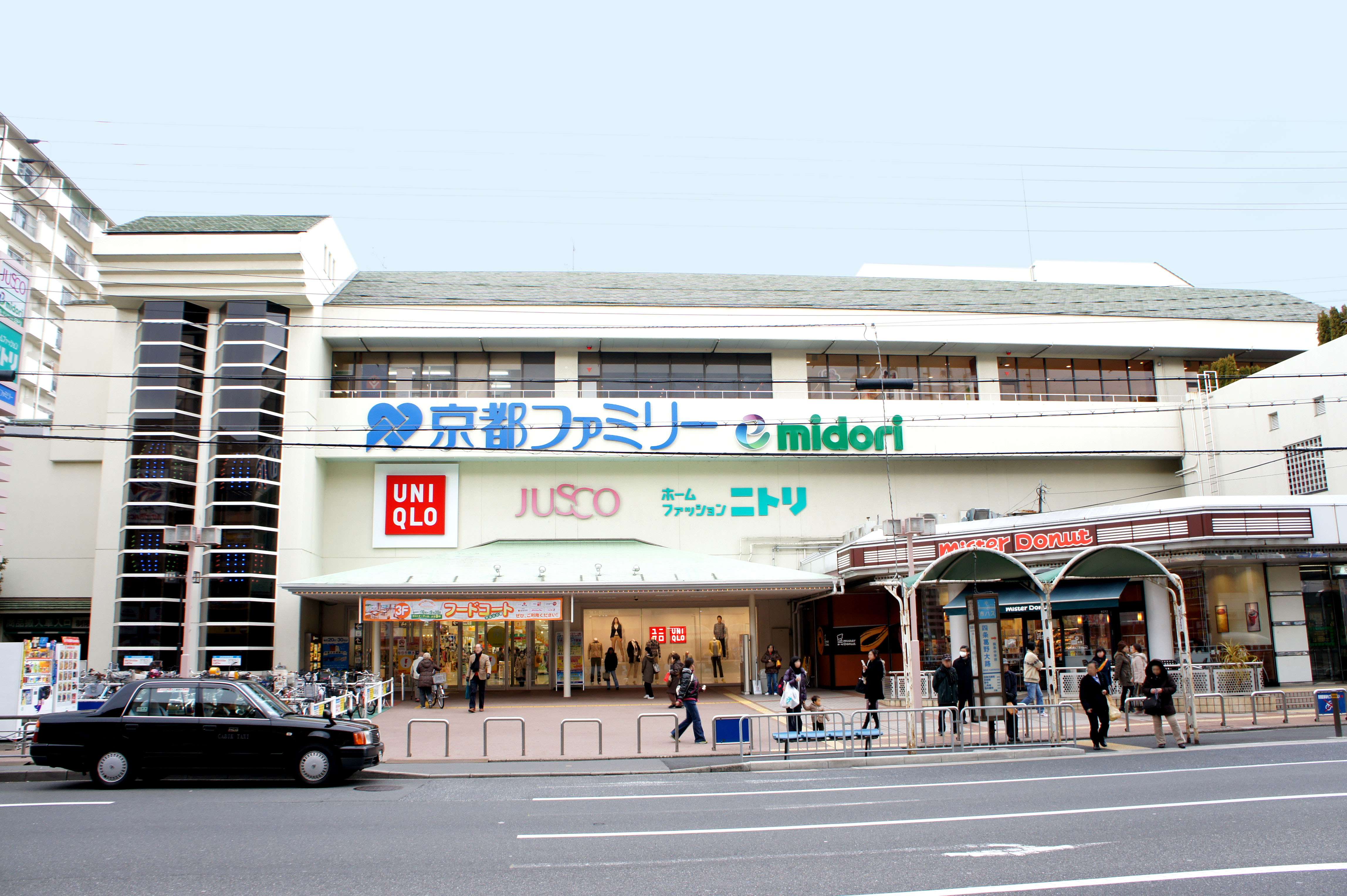
かつての概観

1970年（昭和45年）12月10日にダイヤモンドシティ（現・イオンモール）と近畿日本鉄道が出資して設立された「ダイヤモンドファミリー」によって、近鉄百貨店西京都店とジャスコ京都西店の2核1モール型ショッピングセンターとして1982年（昭和57年）11月15日に開業した。
近鉄百貨店とジャスコの2核1モール型ショッピングセンターは奈良ファミリーに次ぐ2店舗目となり、ダイヤモンドファミリーが手がけたSCはこれが最後となった。
その後1995年（平成7年）2月28日に営業不振を理由に近鉄百貨店が撤退。同年3月19日に核店舗「ジャスコ京都西店」と専門店から構成されるショッピングセンターとなった。
2011年（平成23年）3月1日には、核店舗のジャスコ京都西店がイオン京都西店に名称変更されている。
なお、当初運営していたダイヤモンドファミリーは近畿日本鉄道の撤退によって2006年（平成18年）3月1日にダイヤモンドシティに吸収合併された後、ダイヤモンドシティも2007年（平成19年）8月21日にイオンモールに吸収合併され、イオンモールによって運営受託（プロパティマネジメント）されていた。2013年（平成25年）2月28日をもってイオンモールとの運営受託契約が終了。2013年3月時点で京都ファミリーは三菱商事系の日本リテールファンド投資法人が所有し、三菱商事都市開発株式会社に、2014年4月からは、住商アーバン開発株式会社に運営主体が変更されている。

## 年表
- 1982年（昭和57年）11月15日 - 開業。
- 1995年（平成7年）
  - 2月28日 - 近鉄百貨店西京都店閉店。
  - 3月19日 - リニューアルオープン、ジャスコと専門店との構成になる。
- 2004年（平成16年）6月19日 - リニューアルオープン。
- 2010年（平成22年）3月19日 - リフレッシュオープン。
- 2013年（平成25年）3月21日 - リニューアルオープン。
- 2025年（令和7年）4月 - リニューアルオープン。

## 主なテナント
建物は地下1階・地上4階建てだが、店舗部分は地上1階から3階までである。核店舗のイオン京都西店（1階のみ）のほか、70店舗の専門店が出店している。
出店テナント全店の一覧・詳細情報は公式サイト「ショップ検索」を参照。

### 1階
- UNIQLO
- ココカラファイン

### 2階
- エディオン（旧ミドリ電化） - 2010年10月29日開店。以前はジャスコ直営売場。2024年12月閉店
- ヤマダデンキ - 2025年4月オープン
- ザ・ダイソー
- パシオス - 関西初出店。
- 無印良品

### 3階
- 大垣書店
- KSC 京都ファミリー スイミングクラブ
- グルメガーデン（レストラン街・フードコート）

## アクセス
阪急京都本線西院駅から西へ徒歩10分、京福電気鉄道嵐山本線山ノ内駅から南へ徒歩10分。SC前には京都市営バス「四条葛野大路」（しじょうかどのおおじ）停留所がある。
詳細は公式サイト「アクセス」を参照。

### 京滋エリアのイオングループSC
- イオンモール北大路（京都府京都市北区）
- イオンモール京都五条（京都府京都市右京区）
- イオンモール京都桂川（京都府京都市南区）
- イオンモールKYOTO（京都府京都市南区）
- イオンモール久御山（京都府久世郡久御山町）
- イオンモール高の原（京都府木津川市）
- イオンモール草津（滋賀県草津市）

### ダイアモンドファミリーが開業させたショッピングモール
- ならファミリー（奈良県奈良市）